# Mitglieder des Geheimen Rats (Württemberg)
Der Geheime Rat bildete vom 8. November 1816 bis März 1848 die Landesregierung von Württemberg mit folgender Zusammensetzung:
| Amt                                                                              | Name                                                                                     |
| -------------------------------------------------------------------------------- | ---------------------------------------------------------------------------------------- |
| Präsidenten des Geheimen Rats                                                    | Hans Otto von der Lühe vom 18. November 1817 bis 29. Juli 1821                           |
| Präsidenten des Geheimen Rats                                                    | Christian Friedrich von Otto vom 29. Juli 1821 bis 15. November 1831                     |
| Präsidenten des Geheimen Rats                                                    | Paul Friedrich Theodor Eugen Freiherr von Maucler vom 15. November 1831 bis März 1848    |
| Chef des Departements des königlichen Hauses und der auswärtigen Angelegenheiten | Ferdinand Ludwig Graf von Zeppelin vom 8. November 1816 bis 17. Mai 1819                 |
| Chef des Departements des königlichen Hauses und der auswärtigen Angelegenheiten | Heinrich Levin Graf von Wintzingerode vom 17. Mai 1819 bis 2. Oktober 1823               |
| Chef des Departements des königlichen Hauses und der auswärtigen Angelegenheiten | Joseph Ignaz Graf von Beroldingen vom 2. Oktober 1823 bis 6. März 1848                   |
| Chef des Departements des Innern                                                 | Karl Eberhard von Wächter vom 8. November 1816 bis 26. Februar 1817                      |
| Chef des Departements des Innern                                                 | Karl Friedrich Freiherr von Kerner vom 26. Februar 1817 bis 10. November 1817            |
| Chef des Departements des Innern                                                 | Christian Friedrich von Otto vom 10. November 1817 bis 29. Juli 1821                     |
| Chef des Departements des Innern                                                 | Christoph Friedrich von Schmidlin vom 29. Juli 1821 bis 28. Dezember 1830                |
| Chef des Departements des Innern                                                 | Sixt Eberhard von Kapff vom 3. Januar 1831 bis 3. April 1832                             |
| Chef des Departements des Innern                                                 | Jakob Friedrich Weishaar vom 3. April bis 10. August 1832                                |
| Chef des Departements des Innern                                                 | Johannes von Schlayer vom 10. August 1832 bis 6. März 1848                               |
| Chef des Departements des Innern                                                 | Joseph Freiherr von Linden vom 6. bis 9. März 1848                                       |
| Chef des Departements der Finanzen                                               | Christian Friedrich von Otto vom 8. November 1816 bis 10. November 1817                  |
| Chef des Departements der Finanzen                                               | Karl August Freiherr von Malchus vom 10. November 1817 bis 5. September 1818             |
| Chef des Departements der Finanzen                                               | Ferdinand Heinrich August von Weckherlin vom 5. September 1818 bis 29. Oktober 1827      |
| Chef des Departements der Finanzen                                               | Karl Friedrich Eberhard Freiherr von Varnbüler vom 29. Oktober 1827 bis 27. April 1832   |
| Chef des Departements der Finanzen                                               | Christoph Ludwig von Herzog vom 30. April bis 20. September 1832                         |
| Chef des Departements der Finanzen                                               | Johann Christoph von Herdegen vom 23. September 1832 bis 5. August 1844                  |
| Chef des Departements der Finanzen                                               | Karl Christian Gottlob von Gärttner vom 31. August 1844 bis 6. März 1848                 |
| Chef des Departements der Justiz                                                 | Hans Otto von der Lühe vom 8. November 1816 bis 10. November 1817                        |
| Chef des Departements der Justiz                                                 | Constantin Franz Fürchtegott von Neurath vom 10. bis 27. November 1817                   |
| Chef des Departements der Justiz                                                 | Paul Friedrich Theodor Eugen Freiherr von Maucler vom 8. März 1818 bis 15. November 1831 |
| Chef des Departements der Justiz                                                 | Karl Heinrich von Schwab vom 15. November 1831 bis 26. September 1839                    |
| Chef des Departements der Justiz                                                 | Heinrich von Prieser vom 26. September 1839 bis 9. März 1848                             |
| Chef des Departements des Kriegswesens                                           | Friedrich Graf von Franquemont vom 9. November 1816 bis 10. August 1829                  |
| Chef des Departements des Kriegswesens                                           | Ernst Eugen Freiherr von Hügel vom 10. August 1829 bis 15. September 1842                |
| Chef des Departements des Kriegswesens                                           | Johann Georg Graf von Sontheim vom 15. September 1842 bis 9. März 1848                   |
| Chef des Departements des Kirchen- und Schulwesens                               | Karl August Freiherr von Wangenheim vom 8. November 1816 bis 3. November 1817            |
| Chef des Departements des Kirchen- und Schulwesens                               | Mit dem Departement des Innern vereinigt vom 3. November 1817 bis März 1848              |